# Odile Bailleux
Odile Bailleux (* 30. Dezember 1939 in Trappes; † 18. November 2024 in Paris) war eine französische Cembalistin und Organistin.

## Leben und Wirken
Bailleux studierte auf dem Conservatoire à rayonnement régional de Versailles und in der École César-Franck bei Jean Fellot und Édouard Souberbielle. Nachdem sie 1964 an der Internationalen Orgelakademie in Saint-Maximin teilgenommen und 1965 ihr Studium abgeschlossen hatte, ging sie 1969 nach Frankfurt am Main, um mit dem Organisten Helmut Walcha zusammenzuarbeiten.
Nachdem Bailleux bereits ab 1966 Stellvertreterin von Antoine Reboulot war, war sie ab 1973 neben André Isoir die Organistin der Abtei Saint-Germain-des-Prés. Ab 1990 war sie auch die Organistin von Notre-Dame-des-Blancs-Manteaux. 
Als Cembalistin war sie ab 1977 Mitglied von La Grande Écurie et la Chambre du Roy (mit der mehrere Aufnahmen entstanden). 1985 veröffentlichte sie das Buch La musique pour clavier au nord de l’Europe autour de 1600. Nach eigener Ansicht war sie in ihrem Spiel von Walcha, Gustav Leonhardt, Scott Ross und Michel Chapuis beeinflusst. Sie arbeitete aber auch mit den Jazz- und Improvisationsmusikern des Ensembles Armonicord um Jouk Minor zusammen.
Ab 1980 unterrichtete Bailleux Orgel am Konservatorium von Bourg-la-Reine.
Im November 2024 starb sie im Alter von 84 Jahren.

## Diskographische Hinweise
- Armonicord Esprits de sel (mit Jean Querlier, Josef Traindl, Jouk Minor, Christian Lété; Électrobande, 1977)
- Anthoni van Noordt, Odile Bailleux: Tabulatuur Boeck Amsterdam 1659 (Disque Stil 1978)
- Johann Jakob Froberger, Œuvres pour orgue : Toccata, Ricercare, Canzone… - orgue de la Chapelle du Séminaire de jeunes à Avignon et de l’Église Saint-Sauveur de Manosque (Disque Stil 1977)
- Marc-Antoine Charpentier: Leçons de Ténèbres, H.96, H.97, H.98/108, H.102, H.103, H.109, H.105, H.106, H. 110, H.100 a, Odile Bailleux, organ, La Grande Écurie et La Chambre du Roy conducted by Jean Claude Malgoire. 3 LP CBS 1978.
- Marc-Antoine Charpentier: Vêpres Solennelles H.540, H.190, H.50, H.149, H.52, H.150, H.51, H.161, H.191, H.65, H.77, John Elwes, Ian Honeyman, tenors, Agnès Mellon, Brigitte Bellamy, sopranos, Dominique Visse, Jean Nirouet, countertenors, Philippe Cantor, Jacques Bona, baritones, Choeur régional - Nord Pas de Calais, La Grande Écurie et la Chambre du Roy, Odile Bailleux, organ, conducted by Jean-Claude Malgoire (2 CD CBS Sony 1987)
- Marc-Antoine Charpentier: Messe à 4 Chœurs H.4, Odile Bailleux, organ, Choeur régional Nord-Pas-de-Calais, La Grande Écurie et La Chambre du Roy, conducted by Jean Claude Malgoire. CD Erato 1991.
- Nicolas de Grigny, Premier livre d'orgue (Gueul'Ard 1983)[4]
- Francisco Correa de Arauxo, Facultad organica : 13 tientos (Erato 1990)

## Lexikalischer Eintrag
- Alain Pâris (Hrsg.) Dictionnaire des interprètes et de l'interprétation musicale au XXe siècle. Paris, Laffont 2015; ISBN 2-221-08064-5, S. 51.